# Den hemlighetsfulla våningen
Den hemlighetsfulla våningen (originaltitel Den hemmelighetsfulle leiligheten) är en norsk svartvit dramafilm från 1948 i regi av Tancred Ibsen. I huvudrollen som medelålders ungkarl ses Ola Isene.

## Handling
En ämbetsman och byråchef i 40-årsåldern överger sin ungkarlstillvaro på ett pensionat och flyttar till en lägenhet. Den har tidigare tillhört en konstnär som plötsligt avlidit i utlandet. Lägenheten ska säljas med möblemang, konstverk, papegoja och guldfisk. Även en hushållerska ingår i köpet. Den nye lägenhetsinnehavaren blir vän med en av den avlidne konstnärens vänner och genom henne lär han känna konstnären ingående. Efterhand kommer han mer och mer att likna sin föregångare.

## Rollista
- Ola Isene – byråchefen
- Egil Hjorth-Jenssen – advokaten
- Sonja Wigert – Dott
- Nils Henrik Bernau – byråchefen som barn
- Lisbet Bull – en garderobsdam
- Edith Carlmar – kontorsdam
- Joachim Holst-Jensen – doktorn
- Jan Pande-Rolfsen – en sekreterare
- Aud Schønemann – en kontorsdam
- Liv Uchermann Selmer – hushållerskan
- Alfred Solaas – en herre
- Einar Vaage – expeditionschefen
- Helge Reiss – kypare

## Om filmen
Den hemlighetsfulla våningen regisserades av Tancred Ibsen som även skrev manus baserat på en novell av Kristian Elster. Filmen fotades av Kåre Bergstrøm och klipptes av Ibsen. Musiken komponerades av Gunnar Sønstevold. Filmen hade premiär den 1 november 1948 i Norge. Den hade svensk premiär den 9 januari 1950 och den norska titeln Den hemmelighetsfulle leiligheten hade då ersatta av den svenska Den hemlighetsfulla våningen.